# 11 tháng 3
Ngày 11 tháng 3 là ngày thứ 70 (71 trong năm nhuận) trong lịch Gregory. Còn 295 ngày trong năm.

## Sự kiện
- 222 – Hoàng đế La Mã Elagabalus và mẹ bị Cấm vệ quân Praetoriani sát hại, sau đó thi thể của họ bị cắt xẻo và kéo lê.
- 1851 – Vở opera Rigoletto của nhà soạn nhạc người Ý Giuseppe Verdi có buổi trình diễn ra mắt thành công tại nhà hát La Fenice tại Venezia, Vương quốc Lombardia-Veneto.
- 1879 – Quốc vương Shō Tai của Lưu Cầu chính thức thoái vị theo lệnh từ chính quyền Tokyo, phiên Lưu Cầu chấm dứt tồn tại và nay là tỉnh Okinawa của Nhật Bản.
- 1916 – USS Nevada (BB-36) được ủy quyền là "Dreadnought" đầu tiên của Hải quân Hoa Kỳ.
- 1945
  - Xứ ủy Bắc kỳ chỉ đạo du kích tiến công đồn Bần Yên Nhân.
  - Vua Bảo Đại tuyên bố nước Việt Nam khôi phục nền độc lập (nhưng thực chất vẫn dưới sự kiểm soát và chi phối của Đế quốc Nhật Bản) và hủy bỏ Hiệp ước Bảo hộ, thành lập Đế quốc Việt Nam
  - Khởi nghĩa Ba Tơ diễn ra tại Ba Tơ, Quảng Ngãi.
- 1951
  - Báo Nhân Dân của Đảng Lao động Việt Nam phát hành số đầu tiên tại Chiến khu Việt Bắc.
  - Thành lập Liên minh nhân dân Việt - Miên - Lào.
  - Thành lập Sư đoàn 335, Quân đội nhân dân Việt Nam.
- 1955 – Thủ tướng Ngô Đình Diệm cho giải tán Hoàng triều Cương thổ.
- 1975 – Chiến tranh Việt Nam: Lực lượng Việt Nam Dân chủ Cộng hòa và Mặt trận Dân tộc Giải phóng miền Nam Việt Nam chiếm được thị xã Buôn Ma Thuột từ Lực lượng Việt Nam Cộng hòa trong Chiến dịch Tây Nguyên
- 2004 – Những vụ nổ bom hàng loạt trong hệ thống tàu điện ngầm tại Madrid, Tây Ban Nha khiến 192 người thiệt mạng.
- 2011 – Động đất và sóng thần Tōhoku 2011, Sự cố nhà máy điện hạt nhân Fukushima I.
- 2020 – Tổ chức Y tế Thế giới công bố COVID-19 là đại dịch toàn cầu.[1]

## Sinh
- 1544 – Torquato Tasso, nhà thơ người Ý (m. 1595)
- 1787 – Ivan Nabokov, tướng người Nga (m. 1852)
- 1811 – Urbain Le Verrier, nhà toán học người Pháp (m. 1877)
- 1822 – Joseph Louis François Bertrand, nhà toán học người Pháp (m. 1900)
- 1863 – Andrew Stoddart, cầu thủ cricket người Anh (m. 1915)
- 1876 – Carl Ruggles, nhà soạn nhạc người Mỹ (m. 1971)
- 1870 – Louis Bachelier, nhà toán học người Pháp (m. 1946)
- 1884 – Lewi Pethrus, chính khách người Thụy Điển (m. 1974)
- 1885 – Malcolm Campbell, người lái xe đua người Anh (m. 1948)
- 1887 – Raoul Walsh, đạo diễn phim người Mỹ (m. 1980)
- 1890 – Vannevar Bush, kĩ sư, chính khách người Mỹ (m. 1974)
- 1898 – Dorothy Gish, nữ diễn viên người Mỹ (m. 1968)
- 1899 – Frederick IX of Denmark, vua người Đan Mạch (m. 1972)
- 1903 – Lawrence Welk, nhạc sĩ người Mỹ (m. 1992)
- 1907 – Jessie Matthews, nữ diễn viên người Anh (m. 1981)
- 1910 – Robert Havemann, nhà hóa học người Đức (m. 1982)
- 1915
  - Vijay Hazare, cầu thủ cricket Ấn Độ (m. 2004)
  - Hans Peter Keller, nhà văn người Đức (m. 1988)
- 1916 – Harold Wilson, thủ tướng Anh (m. 1995)
- 1920 – Nicolaas Bloembergen, nhà vật lý, giải thưởng Nobel người Đức
- 1921
  - Frank Harary, nhà toán học người Mỹ (m. 2005)
  - Ástor Piazzolla, nhà soạn nhạc người Argentina (m. 1992)
- 1922
  - Cornelius Castoriadis, nhà triết học, nhà kinh tế học người Hy Lạp (m. 1997)
  - José Luis López Vázquez, diễn viên người Tây Ban Nha
- 1926 – İlhan Mimaroğlu, nhạc sĩ, nhà soạn nhạc Thổ Nhĩ Kỳ
- 1928 – Albert Salmi, diễn viên người Mỹ (m. 1990)
- 1929 – Timothy Carey, diễn viên người Mỹ (m. 1994)
- 1930 – Claude Jutra, diễn viên, người đạo diễn Quebec (m. 1986)
- 1931 – Rupert Murdoch, chủ doanh nghiệp người Úc
- 1932 – Leroy Jenkins, nhà soạn nhạc, nghệ sĩ vĩ cầm người Mỹ (m. 2007)
- 1934 – Sam Donaldson, phóng viên người Mỹ
- 1935 – Sandra Milo, nữ diễn viên người Ý
- 1937 – Carlos Larrañaga, diễn viên người Tây Ban Nha
- 1939 – Flaco Jiménez, nhạc sĩ người Mỹ
- 1940 – Alberto Cortez, ca sĩ người Argentina
- 1942 – Charles Swan, diễn viên người Mỹ
- 1945
  - Dock Ellis, vận động viên bóng chày người Mỹ
  - Harvey Mandel, nhạc sĩ người Mỹ
- 1947 – Tristan Murail, nhà soạn nhạc người Pháp
- 1948
  - Roy Barnes, thống đốc Gruzia thứ 80
  - César Gerónimo, vận động viên bóng chày người Dominica
  - Dominique Sanda, nữ diễn viên người Pháp
- 1950
  - Bobby McFerrin, ca sĩ người Mỹ
  - Jerry Zucker, người đạo diễn người Mỹ
- 1952 – Douglas Adams, nhà văn người Anh (m. 2001)
- 1953 – Bernie LaBarge, nhạc sĩ người Canada
- 1955 – Nina Hagen, ca sĩ người Đức
- 1956
  - Rob Paulsen, diễn viên lồng tiếng người Mỹ
  - Helen Rollason, nhà báo thể thao, người dẫn chương trình truyền hình người Anh (m. 1999)
- 1957
  - Lady Chablis, người dẫn chuyện giải trí người Mỹ
  - Cheryl Lynn, ca sĩ người Mỹ
- 1958
  - Anissa Jones, nữ diễn viên người Mỹ (m. 1976)
  - Flemming Rose, nhà báo người Đan Mạch
- 1960 – Christophe Gans, đạo diễn phim người Pháp
- 1961 – Elias Koteas, diễn viên người Canada
- 1962 – Jeffrey Nordling, diễn viên người Mỹ
- 1963 – Alex Kingston, nữ diễn viên người Anh
- 1964
  - Peter Berg, diễn viên, người đạo diễn, nhà sản xuất người Mỹ
  - Shane Richie, diễn viên người Anh
- 1965
  - Nigel Adkins, ông bầu bóng đá người Anh
  - Wallace Langham, diễn viên người Mỹ
  - Laurence Llewelyn-Bowen, người dẫn chương trình truyền hình người Anh
- 1967
  - John Barrowman, diễn viên người Scotland
  - Brad Carson, chính khách người Mỹ
- 1969
  - Chuon Nath, Giáo sư, Đại văn hào, Thiên tài ngôn ngữ học, Quyền trưởng Bộ Giáo dục, Viện chủ chùa Ounalom, Tăng hoàng  Campuchia
  - Terrence Howard, diễn viên người Mỹ
  - Soraya, ca sĩ người Colombia (m. 2006)
- 1970 – Delia Gallagher, nhà báo người Mỹ
- 1971 – Martin Ručinský, vận động viên khúc côn cầu trên băng người Séc
- 1973 – Martin Hiden, cầu thủ bóng đá người Áo
- 1974 – Bobby Abreu, vận động viên bóng chày người Venezuela
- 1975 – Eric the Midget, nhân vật truyền thanh nổi tiếng người Mỹ
- 1976 – Thomas Gravesen, cầu thủ bóng đá người Đan Mạch
- 1978
  - Albert Luque, cầu thủ bóng đá người Tây Ban Nha
  - Christopher Rice, tác giả người Mỹ
  - Didier Drogba, cầu thủ bóng đá người Bờ Biển Ngà
- 1979
  - Nguyễn Thúy Hiền, vận động viên Wushu
  - Elton Brand, cầu thủ bóng rổ người Mỹ
  - Fred Jones, cầu thủ bóng rổ người Mỹ
- 1980
  - Paul Scharner, cầu thủ bóng đá người Áo
  - Dan Uggla, vận động viên bóng chày người Mỹ
- 1981
  - David Anders, diễn viên người Mỹ
  - Lee Evans, cầu thủ bóng đá người Mỹ
  - Paul Wall, ca sĩ nhạc Rapp người Mỹ
- 1982
  - Thora Birch, nữ diễn viên người Mỹ
  - Lindsey McKeon, nữ diễn viên người Mỹ
- 1984
  - Marc-André Grondin, diễn viên người Canada
  - Anna Tsuchiya, người mẫu, nữ diễn viên, ca sĩ người Nhật Bản
- 1985
  - Derek Schouman, cầu thủ bóng đá người Mỹ
  - Nikolai Topor-Stanley, cầu thủ bóng đá người Úc
- 1987 – Marc-Andre Gragnani, vận động viên khúc côn cầu trên băng người Canada
- 1989
  - Anton Yelchin, diễn viên người Nga
  - Đặng Thị Ngọc Hân, Hoa hậu Việt Nam 2010
- 1994 – Andrew Robertson, cầu thủ bóng đá người Scotland

## Mất
- 222 – Elagabalus, hoàng đế người România
- 1514 – Donato Bramante, kiến trúc sư người Ý (s. 1444)
- 1602 – Emilio de' Cavalieri, nhà soạn nhạc người Ý
- 1607 – Giovanni Maria Nanino, nhà soạn nhạc người Ý
- 1722 – John Toland, nhà triết học người Ireland (s. 1670)
- 1759 – John Forbes, tướng người Anh (s. 1710)
- 1801 – Pavel I của Nga, Sa hoàng người Nga (s. 1754)
- 1820 – Benjamin West, họa sĩ người Anh (s. 1738)
- 1847 – Johnny Appleseed, người đi đầu trong lĩnh vực nhà nông học người Mỹ (s. 1774)
- 1854 – Willard Richards, lãnh đạo tôn giáo người Mỹ (s. 1804)
- 1863 – Sir James Outram, tòng nam tước, Anh tướng thứ 1 (s. 1803)
- 1869 – Vladimir Odoevsky, nhà triết học người Nga (s. 1803)
- 1874 – Charles Sumner, chính khách người Mỹ (s. 1811)
- 1907 – Jean Casimir-Perier, chính khách người Pháp (s. 1847)
- 1908
  - Revd Benjamin Waugh, nhà hoạt động người Mỹ (s. 1839)
  - Edmondo De Amicis, nhà văn, nhà báo, nhà thơ ngươig Ý (s. 1846)
- 1920 – Julio Garavito Armero, nhà thiên văn người Colombia (s. 1865)
- 1931 – F.W. Murnau, đạo diễn phim người Đức (s. 1888)
- 1944 – Hendrik Willem van Loon, Mỹ sử gia người Đức (s. 1882)
- 1955 – Alexander Fleming, nhà khoa học, giải thưởng Nobel người Scotland (s. 1881)
- 1957 – Admiral Richard E. Byrd, nhà thám hiểm người Mỹ (s. 1888)
- 1960 – Roy Chapman Andrews, nhà thám hiểm, người phiêu lưu người Mỹ (s. 1884)
- 1967 – Geraldine Farrar, ca sĩ soprano người Mỹ (s. 1882)
- 1969 – John Wyndham, tác gia người Anh (s. 1903)
- 1970 – Erle Stanley Gardner, tiểu thuyết gia người Mỹ (s. 1889)
- 1977
  - Ulysses S. Grant IV, nhà địa chất người Mỹ (s. 1893)
  - Alberto Rodriguez Larreta, người đua xe người Argentina (s. 1934)
- 1978 – Claude François, ca sĩ người Pháp (s. 1939)
- 1982
  - Edmund Cooper, tác gia người Anh (s. 1926)
  - Horace Gregory, nhà thơ người Mỹ (s. 1898)
- 1986 – Sonny Terry, nhạc blues nhạc sĩ người Mỹ (s. 1911)
- 1987 – Joe Gladwin, diễn viên người Anh (s. 1906)
- 1989
  - James Kee, chính khách người Mỹ (s. 1917)
  - John J. McCloy, thư ký, bí thư chiến tranh Mỹ (s. 1895)
- 1990 – Dean Horrix, cầu thủ bóng đá người Anh (s. 1961)
- 1992 – Richard Brooks, đạo diễn phim người Mỹ (s. 1912)
- 1993 – Dino Bravo, đô vật Wrestling chuyên nghiệp người Ý (s. 1949)
- 1996 – Vince Edwards, diễn viên, người đạo diễn người Mỹ (s. 1928)
- 1999 – Camille Laurin, nhà tâm thần học, chính khách Quebec (s. 1922)
- 2002 – James Tobin, nhà kinh tế học, giải thưởng Nobel người Mỹ (s. 1918)
- 2003 – Brian Cleeve, tác gia người Ireland (s. 1921)
- 2005 – Nguyễn Hùng Trương, chủ nhân nhà sách Khai Trí và người bảo trợ Tập san Sử Địa (s. 1925)
- 2006
  - Bernie "Boom Boom" Geoffrion, vận động viên khúc côn cầu trên băng người Canada (s. 1931)
  - Cựu Tổng thống Nam Tư Slobodan Milošević
- 2007 – Betty Hutton, nữ diễn viên, ca sĩ người Mỹ (s. 1921)
- 2022 – Rupiah Banda, tổng thống thứ 4 của Zambia. (s. 1937)

## Những ngày lễ và kỷ niệm
- Ngày Tổ chức Y tế thế giới (WHO) tuyên bố đại dịch COVID-19 toàn cầu